# حيد القطع (ردمان)

تعديل مصدري - تعديل

حيد القطع هي إحدى قرى عزلة الاغوال السفلى بمديرية ردمان التابعة لمحافظة البيضاء، بلغ تعداد سكانها 48 نسمة حسب تعداد اليمن لعام 2004.